# سالفادوري سبانا
سالفادوري سبانا (بالإنجليزية: Salvatore Scibona)‏‏ (2 يونيو 1975 في كليفلاند، أوهايو -  )؛ روائي من الولايات المتحدة.

## الجوائز
- زمالة غوغنهايم